# Kłaczkowo
Kłaczkowo – wieś sołecka w Polsce położona w województwie mazowieckim, w powiecie płockim, w gminie Bodzanów.
Prywatna wieś szlachecka Klaczkowo, położona była w drugiej połowie XVI wieku w powiecie płockim województwa płockiego. W latach 1975–1998 miejscowość administracyjnie należała do województwa płockiego.
Wieś położona jest 5 km na północ od drogi krajowej nr 62 łączącej Strzelno z Anusinem.